# (11781) Alexroberts
(11781) Alexroberts  es un asteroide perteneciente al cinturón de asteroides, descubierto el 7 de agosto de 1966 desde el Observatorio Boyden (situado en la República Sudafricana) por el equipo del propio observatorio.

## Designación y nombre
Alexroberts se designó inicialmente como 1966 PL.
Más adelante fue nombrado en honor al profesor y astrónomo aficionado sudafricano Alexander William Roberts (1857-1938).

## Características orbitales
Alexroberts orbita a una distancia media del Sol de 2,3594 ua, pudiendo acercarse hasta 2,0685 ua y alejarse hasta 2,6503 ua. Tiene una excentricidad de 0,1232 y una inclinación orbital de 7,3097° grados. Emplea en completar una órbita alrededor del Sol 1323 días.

## Características físicas
Su magnitud absoluta es 14,0. Tiene 3,783 km de diámetro. Su albedo se estima en 0,409.